# 마야역
마야역'(일본어: 摩耶駅, まやえき 마야에키[*])은 일본 효고현 고베시 나다구의 도카이도 본선에 위치한 서일본 여객철도의 철도역이다. 2016년 3월 25일까지는 히가시나다 신호장(일본어: 東灘信号場, ひがしなだしんごうじょう 히가시나다신고조[*])이라고 불렸다.

## 개요
원래는 히가시나다 화물역이었다. 이 역과 고베 항역의 사이에 분기하는 고베 제강소 고베 제철소 이와야 지구 (현재는 폐쇄됨)에의 전용 화물선이 접속해 화물 운송이 진행되었다. 그러나 전용선이 폐지되어 화물 취급이 폐지되자 역은 폐쇄되고, 히가시나다 조차장으로 격하되었다. 그 후 화물 운송의 삭감과 방침 전환에 따라 신호장으로 바뀌었다.
예전에는 화물역의 고베 항역으로 향하는 지선 (통칭 고베 임항선)이 분기했었지만 2003년 12월 1일 고베 화물 컨테이너역이 개업하여 고베 항역이 폐지되었기 때문에 현재에는 화물 열차나 회송 열차의 대피 (또는 운행 여객 열차를 먼저 추월하기 위해)와 비상시의 차량 유치를 위한 신호장이 되었다. 복복선의 양측에 각각 1개 씩의 대피선이 설치되어 있어 장편성 화물 열차의 대피에 대비해 총연장은 1km 정도이다. 한 때 롯코미치역에서 진출입한 상하행 쾌속 열차가 이 신호장에서 외측선과 내측선을 서로 변경하는 시간표가 존재했었다.
예전에는 유치선이나 대피선이 다수 존재했지만 고베 임항선의 폐지에 따라 이 또한 대부분이 철거되었다.

## 역사
- 1904년 - 나다 신호소 개설.
- 1907년 8월 20일 - 고베 항역까지의 화물 지선의 개통과 동시에 나다 연락소로 개칭.
- 1910년 10월 1일 - 화물 목적으로 나다 역으로써 개업.
- 1917년 12월 1일 - 현재의 나다역 건설에 수반해 히가시나다 역 (화물)으로 개칭.
- 1972년 10월 1일 - 화물 취급 폐지로 히가시나다 조차장으로 격하.
- 1981년 4월 1일 - 규모를 축소하여 히가시나다 신호장으로 재차 격하.
- 1987년 4월 1일 - 민영화에 의해 서일본 여객철도의 소속이 된다.
- 2003년 12월 1일 - 고베 항역으로의 화물 지선이 폐지.
- 2016년 3월 26일 - 철도역으로 승격되는 동시에, 명칭이 마야 역으로 개칭.

## 기타
나다역의 동쪽에 있는 것에서 '히가시나다'로 명명되었지만 소재지는 히가시나다구가 아닌 나다구다. 또, 한신 본선의 니시나다 역이나 한큐 고베 본선의 오지 공원역 (구 니시나다 역)과는 남북으로 나란한 위치 관계에 있다. 또 신호장의 북측은 고베 보선구의 자재 하치장으로 사용되고 있다.

## 인접정차역
| 서일본 여객철도 도카이도 본선 | 서일본 여객철도 도카이도 본선 | 서일본 여객철도 도카이도 본선 |
| ----------------------------- | ----------------------------- | ----------------------------- |
| 롯코미치 교토 방면            | ■ JR 고베 선 보통             | 나다 니시아카시 방면          |